# Підберізцівська сільська рада
Підберізцівська сільська рада — орган місцевого самоврядування у Пустомитівському районі Львівської області з адміністративним центром у с. Підберізці.

## Загальні відомості
Історична дата утворення: в 1946 році. Територією сільради протікає річка Марунька.

## Населені пункти
Сільській раді підпорядковані населені пункти:
- с. Підберізці

## Склад ради
- Сільський голова: Коваль Василь Михайлович
- Секретар сільської ради: [Коздрин Микола Петрович]

### Керівний склад ради
| ПІБ                      | Основні відомості                                                                                  | Дата обрання | Дата звільнення |
| ------------------------ | -------------------------------------------------------------------------------------------------- | ------------ | --------------- |
| Кіцак Зіновій Михайлович | Сільський голова, 1961 року народження, освіта вища, член Всеукраїнського об'єднання «Батьківщина» | 26.03.2006   | 31.10.2010      |
| Кіцак Зіновій Михайлович | Сільський голова, 1961 року народження, освіта вища, член Всеукраїнського об'єднання «Батьківщина» | 31.10.2010   | 2015            |
| Кіцак Зіновій Михайлович | Сільський голова, 1961 року народження, освіта вища                                                | 2015         | 29.10.2017      |
| Коваль Василь Михайлович | Сільський голова, 1990 року народження, освіта вища, безпартійний                                  | 29.10.2017   |                 |

Примітка: таблиця складена за даними джерела

### Депутати
Результати місцевих виборів 2010 року за даними ЦВК
| № зп | № округу | Прізвище, ім'я, по батькові     | Дата визнання обраним | Відомості про обраного депутата                                                                                        |
| ---- | -------- | ------------------------------- | --------------------- | --- |
| 1    | 1        | Кулешко Галина Йосипівна        | 04.11.2010            | Освіта вища, позапартійна, тимчасово не працює                                                                         |
| 2    | 2        | Пилипів Климентій Миколайович   | 01.11.2010            | Освіта середня спеціальна, позапартійний, фельдшерсько-акушерський пункт, завідувач                                    |
| 3    | 3        | Яцейко Оксана Михайлівна        | 01.11.2010            | Освіта середня спеціальна, позапартійна, в/ч А-2166 с. Підберізці, радіотелеграфіст                                    |
| 4    | 4        | Опалко Любов Степанівна         | 01.11.2010            | Освіта вища, позапартійна, тимчасово не працює                                                                         |
| 5    | 5        | Сава Ірина Олегівна             | 01.11.2010            | Освіта вища, позапартійна, фізична особа-підприємець                                                                   |
| 6    | 6        | Музика Олександра Володимирівна | 01.11.2010            | Освіта середня спеціальна, позапартійна, Підберізцівська загальноосвітня школа, вчитель української мови та літератури |
| 7    | 7        | Дмитерко Ростислав Олегович     | 01.11.2010            | Освіта середня спеціальна, позапартійний, тимчасово не працює                                                          |
| 8    | 8        | Дмитерко Мирослав Михайлович    | 01.11.2010            | Освіта вища, позапартійний, АТ «Райффайзен Банк Аваль» м. Львів, провідний фахівець з комп'ютерних наук                |
| 9    | 9        | Гарапа Володимир Степанович     | 01.11.2010            | Освіта вища, позапартійний, фізична особа-підприємець                                                                  |
| 10   | 10       | Олексів Галина Дем'янівна       | 01.11.2010            | Освіта вища, позапартійна, Підберізцівська сільська рада, секретар                                                     |
| 11   | 11       | Олійник Іванна Михайлівна       | 01.11.2010            | Освіта середня спеціальна, позапартійна, тимчасово не працює                                                           |
| 12   | 12       | Іванечко Олег Володимирович     | 01.11.2010            | Освіта середня спеціальна, позапартійний, ТзОВ «Стептер», взуттєвик                                                    |
| 13   | 13       | Гладкий Петро Євгенович         | 01.11.2010            | Освіта вища, позапартійний, фізична особа-підприємець                                                                  |
| 14   | 14       | Дмитерко Дмитро Мирославович    | 01.11.2010            | Освіта вища, позапартійний, ЗФНДЦІАС «ІМЕСГ» с. Підгірне, інженер-механік                                              |
| 15   | 15       | Мосцюк Руслан Володимирович     | 01.11.2010            | Освіта середня, позапартійний, фізична особа-підприємець                                                               |
| 16   | 16       | Мосцюк Віктор Володимирович     | 01.11.2010            | Освіта незакінчена вища, позапартійний, фізична особа-підприємець                                                      |